# Брадарац (Алексинац)
Брадарац је насеље у Србији у општини Алексинац у Нишавском округу. Према попису из 2022. било је 179 становника (према попису из 1991. било је 454 становника).

## Демографија
У насељу Брадарац живи 313 пунолетних становника, а просечна старост становништва износи 55,0 година (52,4 код мушкараца и 57,5 код жена). У насељу има 120 домаћинстава, а просечан број чланова по домаћинству је 2,78.
Ово насеље је великим делом насељено Србима (према попису из 2002. године), а у последња три пописа, примећен је пад у броју становника.
|  |

| Демографија | Демографија | Демографија |
| Година      | Становника  | Становника  |
| ----------- | ----------- | ----------- |
| 1948.       | 721         |             |
| 1953.       | 742         |             |
| 1961.       | 730         |             |
| 1971.       | 647         |             |
| 1981.       | 573         |             |
| 1991.       | 454         | 444         |
| 2002.       | 334         | 334         |

| Етнички састав према попису из 2002.‍ | Етнички састав према попису из 2002.‍ | Етнички састав према попису из 2002.‍ | Етнички састав према попису из 2002.‍ | Етнички састав према попису из 2002.‍ |
| ------------------------------------ | ------------------------------------ | ------------------------------------ | ------------------------------------ | ------------------------------------ |
|                                      |                                      |                                      |                                      |                                      |
| Срби                                 | Срби                                 |                                      | 318                                  | 95,20%                               |
| Роми                                 | Роми                                 |                                      | 11                                   | 3,29%                                |
| непознато                            | непознато                            |                                      | 2                                    | 0,59%                                |

| Година пописа     | 1948. | 1953. | 1961. | 1971. | 1981. | 1991. | 2002. |
| ----------------- | ----- | ----- | ----- | ----- | ----- | ----- | ----- |
| Број домаћинстава | 137   | 142   | 149   | 143   | 142   | 130   | 120   |

| Број чланова      | 1  | 2  | 3  | 4  | 5  | 6 | 7 | 8 | 9 | 10 и више | Просек |
| ----------------- | -- | -- | -- | -- | -- | - | - | - | - | --------- | ------ |
| Број домаћинстава | 23 | 44 | 18 | 16 | 10 | 8 | 1 | 0 | 0 | 0         | 2,78   |

| Пол    | Укупно | Неожењен/Неудата | Ожењен/Удата | Удовац/Удовица | Разведен/Разведена | Непознато |
| ------ | ------ | ---------------- | ------------ | -------------- | ------------------ | --------- |
| Мушки  | 158    | 34               | 109          | 11             | 4                  | 0         |
| Женски | 162    | 13               | 111          | 35             | 2                  | 1         |
| УКУПНО | 320    | 47               | 220          | 46             | 6                  | 1         |

| Пол    | Укупно                    | Пољопривреда, лов и шумарство | Рибарство                            | Вађење руде и камена | Прерађивачка индустрија       |
| ------ | ------------------------- | ----------------------------- | ------------------------------------ | -------------------- | ----------------------------- |
| Мушки  | 78                        | 45                            | 0                                    | 0                    | 10                            |
| Женски | 22                        | 15                            | 0                                    | 0                    | 2                             |
| УКУПНО | 100                       | 60                            | 0                                    | 0                    | 12                            |
| Пол    | Производња и снабдевање   | Грађевинарство                | Трговина                             | Хотели и ресторани   | Саобраћај, складиштење и везе |
| Мушки  | 0                         | 5                             | 3                                    | 0                    | 2                             |
| Женски | 0                         | 0                             | 2                                    | 0                    | 0                             |
| УКУПНО | 0                         | 5                             | 5                                    | 0                    | 2                             |
| Пол    | Финансијско посредовање   | Некретнине                    | Државна управа и одбрана             | Образовање           | Здравствени и социјални рад   |
| Мушки  | 0                         | 0                             | 1                                    | 2                    | 0                             |
| Женски | 0                         | 0                             | 0                                    | 2                    | 1                             |
| УКУПНО | 0                         | 0                             | 1                                    | 4                    | 1                             |
| Пол    | Остале услужне активности | Приватна домаћинства          | Екстериторијалне организације и тела | Непознато            | Непознато                     |
| Мушки  | 4                         | 0                             | 0                                    | 6                    | 6                             |
| Женски | 0                         | 0                             | 0                                    | 0                    | 0                             |
| УКУПНО | 4                         | 0                             | 0                                    | 6                    | 6                             |